# NGC 1028
NGC 1028 је спирална галаксија у сазвежђу Ован која се налази на NGC листи објеката дубоког неба.
Деклинација објекта је + 10° 50' 36" а ректасцензија 2h 39m 37,1s. Привидна величина (магнитуда) објекта NGC 1028 износи 14,8 а фотографска магнитуда 15,5. NGC 1028 је још познат и под ознакама MCG 2-7-23, CGCG 439-25, PGC 10068.